# 福井県道261号滝波長山線
福井県道261号滝波長山線（ふくいけんどう261ごう たきなみながやません）は、福井県勝山市内に終始する国道と国道を結ぶ一般県道である。別名は勝山街道。

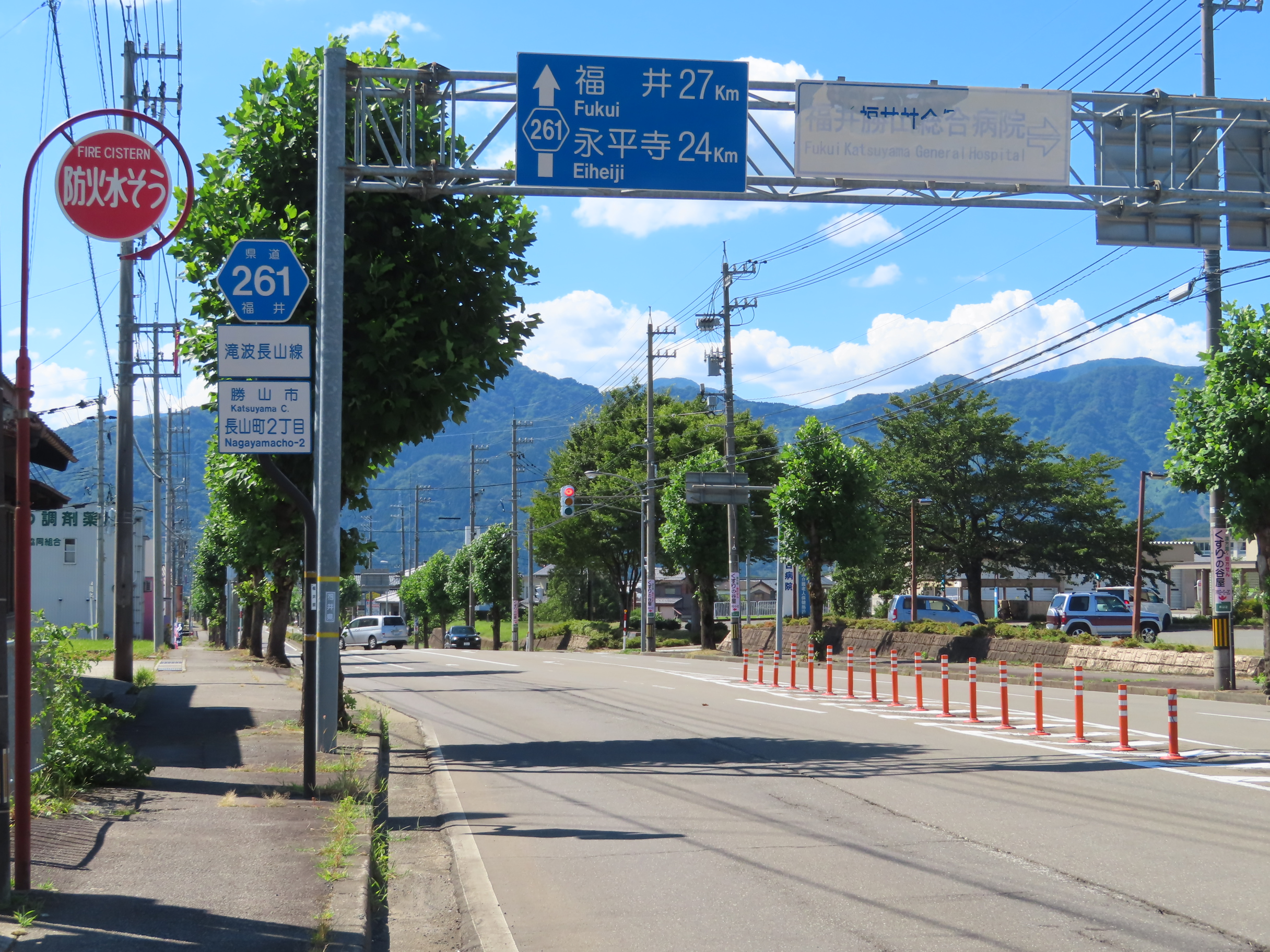
勝山市長山町2丁目

## 路線概要
国道157号と国道416号を結ぶ役割を担う路線である。別名である勝山街道は主にこの国道416号と国道157号からなるが本来接続しない両路線を最短で直線的に結び、勝山市内の交通をより円滑にしている。指定区間こそ短いが、周囲の県道と合わせて勝山市の交通を包括的に担っている非常に重要な道路といえるだろう。

### 路線データ
- 起点：福井県勝山市滝波町
- 終点：同市長山町

## 道路状況
片側2車線の非常に高規格な路線である。沿線にはロードサイドショップが立ち並び、市街地の重要な道路であることがわかる。交通量も非常に多く、勝山市の幹線2本の橋渡しとして十分機能している路線である。しかし片側2車線が確保されていることもあり、それほど目立った混雑は発生しない。

## 接続路線
- 国道416号（勝山市滝波町五丁目・滝波町交差点、起点）
- 福井県道131号勝山停車場線（勝山市長山町一丁目・長山町交差点、終点）
- 国道157号（勝山市長山町一丁目・長山町交差点、終点）

## 沿線周辺
- 横倉温泉
- 地域医療機能推進機構福井勝山総合病院